# Marco Osnato
Marco Osnato (Belluno, 20 marzo 1972) è un politico italiano.

## Biografia
Nato il 20 marzo 1972 a Belluno, si trasferisce prima a Parma per gli studi universitari di giurisprudenza e poi per conseguire il master universitario in gestione dei patrimoni immobiliari a Milano, dove tutt'oggi vive, ed è un imprenditore nel settore edile.
Tifoso della Juventus, è sposato con Mariacristina La Russa, rispettivamente figlia e nipote dei politici Romano e Ignazio, ed è padre di due figli: Pasquale e Romano.

## Attività politica
Iscritto al Fronte della Gioventù, l'organizzazione giovanile del Movimento Sociale Italiano-Destra Nazionale, all'età di quindici anni, ha iniziato la propria carriera politica nel 2001 come assessore con deleghe al Bilancio, Sicurezza urbana, Polizia locale, Rapporti con aziende speciali dell’Ente ed Innovazione tecnologica del comune di Trezzano sul Naviglio, restando in carica fino al 2004.
Alle elezioni politiche del 2006 viene candidato alla Camera dei deputati, tra le liste di Alleanza Nazionale (AN) nella circoscrizione Lombardia 1, ma risulta non eletto. Alle elezioni amministrative dello stesso anno si candida al consiglio comunale di Milano, nelle liste di AN a sostegno del candidato sindaco del centro-destra Letizia Moratti, venendo eletto consigliere comunale, ricoprendo l'incarico di presidente della Commissione consiliare Trasporti fino al 2009, e venendo riconfermato consigliere comunale nella tornata elettorale del 2011 con Il Popolo della Libertà (PdL).
Coordinatore vicario del PdL milanese, a dicembre 2012 partecipa alla scissione del PdL guidata da Giorgia Meloni, Ignazio La Russa e Guido Crosetto che porta alla nascita di Fratelli d'Italia (FdI), diventando il capogruppo di FdI nel Consiglio comunale di Milano, membro del Coordinamento regionale in Lombardia e, con l'elezione della Meloni a presidente del partito, membro dell’Esecutivo Nazionale.
Alle elezioni amministrative del 2014 è eletto consigliere della città metropolitana di Milano nella lista di centrodestra Insieme per la Città metropolitana, rimanendo in carica fino al 2016.
Alle elezioni politiche del 2018 viene candidato alla Camera dei deputati, tra le liste di Fratelli d'Italia nel collegio plurinominale Lombardia 2 - 02, venendo eletto deputato. Nella XVIII legislatura della Repubblica è stato componente della 6ª Commissione Finanze, oltreché membro e segretario della Commissione parlamentare per l'attuazione del federalismo fiscale.
Alle elezioni politiche anticipate del 2022 viene ricandidato alla Camera nel collegio uninominale Lombardia 1 - 06 (Sesto San Giovanni), sostenuto dalla coalizione di centro-destra, venendo rieletto con il 43,68% dei voti e sopravanzando i candidati del centro-sinistra Matteo Mangili (30,86%) e del Movimento 5 Stelle Daniele Tromboni (10,95%). Nella XIX legislatura ricopre l'incarico di presidente della 6ª Commissione Finanze della Camera.

## Procedimenti giudiziari
Nel 2015 viene condannato a 6 mesi di carcere per turbata libertà nella procedura di scelta del contraente, dalla quale viene assolto in appello nel 2017 poiché il fatto non costituisce reato.